# Francis Younghusband
Francis Edward Younghusband (Murree, 31 de mayo de 1863 - Lytchett Minster, 31 de julio de 1942) fue un militar, explorador, espiritista y teniente coronel británico.
Son célebres sus viajes al Extremo Oriente y Asia Central y sus escritos a tal respecto. Presidió la Royal Geographical Society.

## Juventud
Francis Younghusband nació en el actual Pakistán, hijo del militar británico John Younghusband y su esposa Clara Shaw. Su tío Robert Shaw fue un notorio explorador del Asia Central.
De niño, Francis marchó con su madre a vivir a Inglaterra. Cuando Clara retornó a la India en 1867 dejó a su hijo al cuidado de dos tías austeras y estrictamente religiosas. En 1870 su madre y su padre retornaron a Gran Bretaña, quedando la familia reunida de nuevo. En 1876, a los 13 años, Francis Younghusband ingresó en el Clifton College de Bristol. En 1881 entró en la Real Academia Militar de Sandhurst y en 1882 fue destinado como subalterno en el Primer Regimiento de Dragones de la Guardia, estacionado en la India.

## Carrera militar
En 1886 Younghusband dejó su regimiento e inició sus exploraciones como miembro de la misión que el Gobierno colonial indio envió a Manchuria. Regresó a la India desde Pekín pasando por Kalgan, Kukuchoto, y, tras esta escala, atravesó el desierto de Gobi en dirección a Altái, a través de la ruta del desierto que se dirige desde Zungaria a Hami, luego a Turfán y, finalmente, a Kashgar. Desde allí continuó hacia el Sur por el paso de Mustagh, sin cartografiar y largo tiempo olvidado, hacia Baltistán y Cachemira, donde llegó en 1887. A su regreso, Younghusband fue elegido como el miembro más joven de la Royal Geographical Society y condecorado con la medalla de oro de esta institución. Consiguió ampliar grandemente el conocimiento geográfico y geológico de la zona, así como proporcionar nueva e importante información al servicio geodésico del Gobierno inglés en la India. Entre otros accidentes geográficos, destaca su llegada en septiembre de 1887 al K2 o Dapsang, la segunda montaña más alta de la Tierra, con 8.611 metros de elevación.
Tras este primer viaje, realizó una nueva expedición a la vecina meseta del Pamir en 1889 con una pequeña escolta de gurkhas. Llevó a cabo también una serie de observaciones de la zona del valle de Hunza, sin cartografiar, y en el Paso de Khunjerab, en la cordillera del Karakorum. Mientras estaba acampado en un remoto lugar de Hunza, Younghusband recibió a un mensajero que le traía una invitación a cenar con el capitán Gromchevsky, su homólogo ruso en el "Gran Juego", la rivalidad entre rusos e ingleses por el control de Asia Central. Younghusband aceptó la invitación de Gromchevsky, y tras cenar los rivales estuvieron hablando toda la noche, compartiendo brandy y vodka y discutiendo la posibilidad de que los rusos invadieran la India. Gromchevsky impresionó a Younghusband con la habilidad hípica de su escolta cosaca; Younghusband hizo lo propio con Gromchevsky gracias a la puntería de sus gurkhas. Tras su encuentro, Gromchevsky reanudó su camino en dirección a Kashmir, mientras que Younghusband continuó con su exploración de Hunza.
En 1890 fue transferido temporalmente al Servicio Político Indio como oficial político. En 1890-1891, tras su incorporación a dicho departamento, estuvo nuevamente en el Pamir y, tras la anexión definitiva de Hunza por los británicos, fue nombrado oficial político de ese nuevo territorio de la India británica. Cuando desempeñaba este servicio, en uno de sus viajes, descubrió para Occidente el monte Tagharma, de 7.860 m de altitud, que tiene la peculiaridad de contar con dos macizos separados de casi igual altura. Tras este destino, fue sucesivamente enviado como agente u oficial político en varios principados de la zona. Entre 1896 y 1897 fue corresponsal del periódico The Times de Londres en África, concretamente en Transvaal y Rodesia, donde se avecinaba la segunda guerra bóer.
Con el rango de Mayor, sirvió como comisionado británico en el Tíbet desde 1902 a 1904. En 1903-1904, bajo órdenes del Virrey de la India, Lord Curzon, se unió a John Claude White, oficial político para Sikkim, y condujo una misión militar para poner fin a las disputas fronterizas entre Sikkim y el Tíbet y evitar cualquier influencia rusa en este país. La misión se convirtió de facto en una invasión en toda regla, y tras varios combates las tropas británicas ocuparon Lhasa, lo que dio como resultado el Tratado Anglotibetano de 1904 y la huida del XIII Dalái lama a Mongolia, que permaneció en el exilio hasta 1911. La fuerza británica recibió el apoyo del rey Ugyen Wangchuck de Bután, que fue nombrado caballero del Imperio Indio. 
Profesor en Cambridge (1905-06), con posterioridad Younghusband fue residente británico en Cachemira entre 1906 y 1909, antes de retornar a Gran Bretaña, donde se convirtió en miembro activo de varios clubes y sociedades. Ennoblecido en 1913, durante la Primera Guerra Mundial, su movimiento patrótico, Fight for Right, encargó la célebre canción Jerusalem. Fue elegido presidente de la Royal Geographical Society en 1919, y alentó a los alpinistas a intentar la ascensión al Monte Everest. Patrocinó las fracasadas expediciones de 1921, 1922 y 1924 que acabaron con la muerte a George Leigh Mallory y a Andrew Irvine.
En 1938 Younghusband animó a Ernst Schäfer, líder de la expedición alemana a Tíbet, a pasar furtivamente la frontera, pero topó con la intransigencia del gobierno británico hacia Schäfer, miembro de las SS.

## Vida espiritual
La educación religiosa de Younghusband tuvo profunda influencia en sus últimos años de vida. Ya en 1884 escribió en su diario que "a través de mi vida debo llevar el mensaje divino de Dios a la humanidad". Posteriormente, durante su convalecencia tras un accidente, leyó El reino de Dios está en vosotros, de León Tolstói - un libro que también influyó considerablemente en Mahatma Gandhi.
Younghusband fundó el World Congress of Faiths en 1936 y escribió varios libros sobre fe y espritualidad. Animó a una de sus sirvientas, Gladys Aylward, a convertirse en misionera en China.

## Obras
Entre sus numerosas obras figuran:
- The Heart of a Continent (1898).
- Kashmir (1909).
- India and Tibet: Within (1912).
- The Epic of Everest (1927); ed. española: La epopeya del Everest. Barcelona, Juventud, 1946.
- Down India (1930).
- Everest: The Challenge (1936).
- The Sum of Things (1939).
- Wonders of the Himalaya (1924); ed. española: Por el Himalaya. Madrid, La Línea del Horizonte, 2013.